# Ned Washington
Ned Washington (15 de agosto de 1901 – 20 de diciembre de 1976) fue un letrista estadounidense.

## Biografía
Washington fue nominado a once Premios de la Academia entre 1940 y 1962. Ganó el premio por Mejor Música Original en dos ocasiones: en 1940 para "When You Wish upon a Star" de Pinocho y en 1952 por "High Noon (Do Not Forsake Me, Oh My Darlin')" en A la hora señalada (en España Solo ante el peligro).
Washington tuvo sus raíces en el vodevil como maestro de ceremonias. Uniéndose a la ASCAP en 1930, comenzó su carrera en la revista teatral Earl Carroll's Vanities a fines de la década de 1920. En 1934, fue contratado por la MGM y se trasladó a Hollywood, eventualmente escribiendo música para numerosos largometrajes. Durante los años 40, trabajó en una serie de estudios, incluyendo Paramount, Warner Brothers, Disney y Republic. Durante este período, colaboró con muchos de los grandes compositores de la época, incluidos Hoagy Carmichael, Victor Young, Max Steiner y Dimitri Tiomkin.
Algunas de sus canciones incluyen:
- "Town Without Pity" (con música de Dimitri Tiomkin, 1961), interpretada en la película por Gene Pitney
- "Rawhide" (con música de Dimitri Tiomkin, 1958), cantada en la serie de T.V. por Frankie Laine
- "Wild is the Wind" (con música de Dimitri Tiomkin, 1956) cantada en la película por Johnny Mathis
- "Tiroteo en el O. K. Corral" (con música de Dimitri Tiomkin, 1956), interpretada en la película por Frankie Laine
- "The 3:10 to Yuma" (con música de George Duning, 1957), interpretada en la película por Frankie Laine
- "The High and the Mighty" (con música de Dimitri Tiomkin, 1954) (Eliminada de la copia final, pero nominada de todos modos; también se elimina de la reciente "restauración" realizada por Batjac)
- Letra de la canción de los números musicales de la película Let's Do It Again, 1953.
- "My Foolish Heart" (con música de Victor Young, 1950)
- "Green Dolphin Street" (con música de Bronislau Kaper, 1947)
- "Stella by Starlight" (con música de Victor Young), 1944), grabado por Ella Fitzgerald en su álbum Clap Hands, Here Comes Charlie!.
- "Baby Mine" para Dumbo (música de Frank Churchill, 1941), interpretada en la película por Betty Noyes (no acreditada); nominado para un Premio de la Academia por la Mejor Canción Original en los 14 Premios de la Academia.
- "When You Wish upon a Star" de Pinocho (música de Leigh Harline, 1940), interpretada en la película por el personaje de Pepito Grillo, con la voz de Cliff Edwards, también conocido como "Ukelele Ike"
- "The Nearness of You" (con Hoagy Carmichael, 1938)
- "Smoke Rings" (con música de H. Eugene Gifford, 1932)
- "I'm Getting Sentimental Over You" (con música de George Bassman, 1932)
- "I Don't Stand a Ghost of a Chance with You" (con música de Victor Young, 1932), grabado por Ella Fitzgerald en su álbum Digital III en Montreux.
- "Singin' in the Bathtub" (con Herb Magidson, música de Michael H. Cleary, 1929)

Ned Washington es un miembro de la Songwriters Hall of Fame. Su tumba se encuentra en el Cementerio de Holy Cross de Culver City.

## Premios y distinciones
Premios Óscar
| Año  | Categoría                   | Canción                                        | Película              | Resultado |
| ---- | --------------------------- | ---------------------------------------------- | --------------------- | --------- |
| 1941 | Mejor banda sonora original | -                                              | Pinocho               | Ganador   |
| 1941 | Mejor canción original      | «When You Wish Upon a Star»                    | Pinocho               | Ganador   |
| 1942 | Mejor canción original      | «Baby Mine»                                    | Dumbo                 | Nominado  |
| 1944 | Mejor canción original      | «Saludos Amigos»                               | Saludos Amigos        | Nominado  |
| 1945 | Mejor canción original      | «Rio de Janeiro»                               | Brazil                | Nominado  |
| 1950 | Mejor canción original      | «My Foolish Heart»                             | Mi loco corazón       | Nominado  |
| 1953 | Mejor canción original      | «High Noon (Do Not Forsake Me, Oh My Darlin')» | Solo ante el peligro  | Ganador   |
| 1954 | Mejor canción original      | «Sadie Thompson's Song»                        | La bella del Pacífico | Nominado  |
| 1955 | Mejor canción original      | «The High and the Mighty»                      | Escrito en el cielo   | Nominado  |
| 1958 | Mejor canción original      | «Wild is the Wind»                             | Viento salvaje        | Nominado  |
| 1960 | Mejor canción original      | «Strange Are the Ways of Love»                 | The Young Land        | Nominado  |
| 1962 | Mejor canción original      | «Pocketful of Miracles»                        | Ciudad sin piedad     | Nominado  |